# Пионер 6, 7, 8, 9
Пионер 6, 7, 8 и 9 са били космически сонди от програмата Пионер. Заедно те оформят серия от слънчево орбитиращи, слънчево клетъчни и захранвани от батерии сателити, проектирани да получат измервания за продължаващата основа на междупланетния феномен от широко разделените точки в космоса. Те също са познати като Пионер A, B, C и D. А петият (Пионер E) е изгубен при инцидент при изстрелването.